# Pigeon de Goodson
Patagioenas goodsoni
Espèce
Synonymes
- Columba goodsoni

Statut de conservation UICN

 LC  : Préoccupation mineure
Le Pigeon de Goodson (Patagioenas goodsoni) est une espèce d'oiseau appartenant à la famille des Columbidae.

## Description
Cet oiseau mesure 24 à 27 cm. Il ne présente pas de dimorphisme sexuel.
La tête et les parties inférieures sont essentiellement grises, plus pâle sur la gorge et teinté de vineux sur les côtés et plus brunâtre sur le ventre. Les parties supérieures sont brun olive foncé, également teinté de vineux. Le dessous des ailes est roux cannelle. Le bec est noir. Les iris sont gris bleuâtre.

## Répartition
Cet oiseau vit de l'extrême est du Panama au nord-ouest de l'Équateur.

## Habitat
Cette espèce peuple les forêts humides principalement dans les plaines mais peut atteindre 1 500 m d'altitude.